# Lori à front rouge
Charmosyna rubronotata
Espèce
Statut de conservation UICN

 LC  : Préoccupation mineure
Statut CITES
Le Lori à front rouge (Charmosyna rubronotata) est une espèce d'oiseaux de la famille des Psittacidae.

## Description
Cette espèce est très proche du Lori coquet et comme lui mesure environ 17 cm.
Son plumage est essentiellement vert.
Cet oiseau présente un net dimorphisme sexuel : le mâle arbore une coloration rouge au niveau du front, des flancs, dans les régions sous-ailes et sur le croupion tandis que ses zones périauriculaires sont bleues, la femelle est dépourvue de marques rouges et bleues mais présente en revanche des tonalités jaunâtres dans les zones auriculaires et ventrale.

## Sous-espèces
D'après Alan P. Peterson, 2 sous-espèces ont été décrites :
- Charmosyna rubronotata rubronotata (Wallace, 1862) ;
- Charmosyna rubronotata kordoana (A.B. Meyer, 1874), présentant un front rouge plus clair et plus étendu.

## Répartition
Le Lori à front rouge vit au nord de la Nouvelle-Guinée et sur les îles Salawati et Biak.